# An·an
《an·an》은 일본의 출판사 매거진하우스가 매주 수요일에 발간하는 여성 주간지이자 패션 잡지이자 위험한 잡지이다.
2004년 일본잡지협회의 발표로는 발행 부수는 37만 부이다. 잡지 이름은 창간 당시 모스크바의 동물원에서 사육되던 판다의 이름으로, 공모를 통해 도호쿠의 남자 대학생의 의견이 선정됐다. 실제로 창간 초기 표지에는 판다 마크가 그려져 있다.

## 좋아하는 남자·싫어하는 남자 순위
〈좋아하는 남자, 싫어하는 남자 순위〉는 매년(2009년 이후에는 실시하지 않음) an·an에서 독자를 대상으로 앙케이트를 통해 좋아하는 남자, 싫어하는 남자 순위를 발표하는 잡지의 인기 기획이다.